# 妙法莲华经
《妙法蓮華經》（梵文： Sad-dharma Puṇḍárīka Sūtra），簡稱《法華經》。梵語Sad-dharma，意為「妙法」、「正法」。Puṇḍárīka 意译為「白蓮花」，以蓮花（蓮華）從淤泥出而不沾染淤泥，比喻佛法的洁白、清净。Sūtra 意為「經」，故此經之全名為《妙法蓮華經》。
按天台宗的觀點，《妙法蓮華經》為一乘圓教，表達了佛陀開權顯實（三乘方便、一乘真實，迹佛伽耶始成、本佛久遠實成）、諸法實相（十如是）的教法，究竟圓滿，無上微妙，在天台五味教中，屬最上醍醐。全經總共二十八品，前十四品說一乘之因，後十四品說一乘之果。大乘佛教以《法華經》為佛陀晚年之教法，旨在顯示「眾生皆可成佛」之一乘了義。
《法華經》是《法華三經》之一，其餘兩部經為《無量義經》與《觀普賢菩薩行法經》。亦是《護國三經》之一，其餘兩部經為《金光明王經》與《仁王經》。

## 版本
《法华经》成立年代约公元前後，最晚不迟于公元200年，因为龙树的著作《中论》已引用本经文义。另外《大般涅槃经》、《优婆塞戒经》、《大乘本生心地观经》等诸经皆列举本经经名，并援引经中文义。

### 梵語本
已发现有分布在克什米尔、尼泊尔和新疆、西藏等地的梵語写本40余种。这些写本大致可分为尼泊尔体系、克什米尔体系（基尔基特）和新疆体系。尼泊尔体系所属的写本大致为11世纪以后的作品。在基尔基特地区（Gilgit）发现的克什米尔体系本，多数属于断片，从字体上看，一般是5～6世纪的作品，比较古老。在新疆喀什等几个地区发现的大多数也是残片，内容与尼泊尔系的抄本比较接近，从字体上看，大致是7～8世纪的作品。

### 漢語本

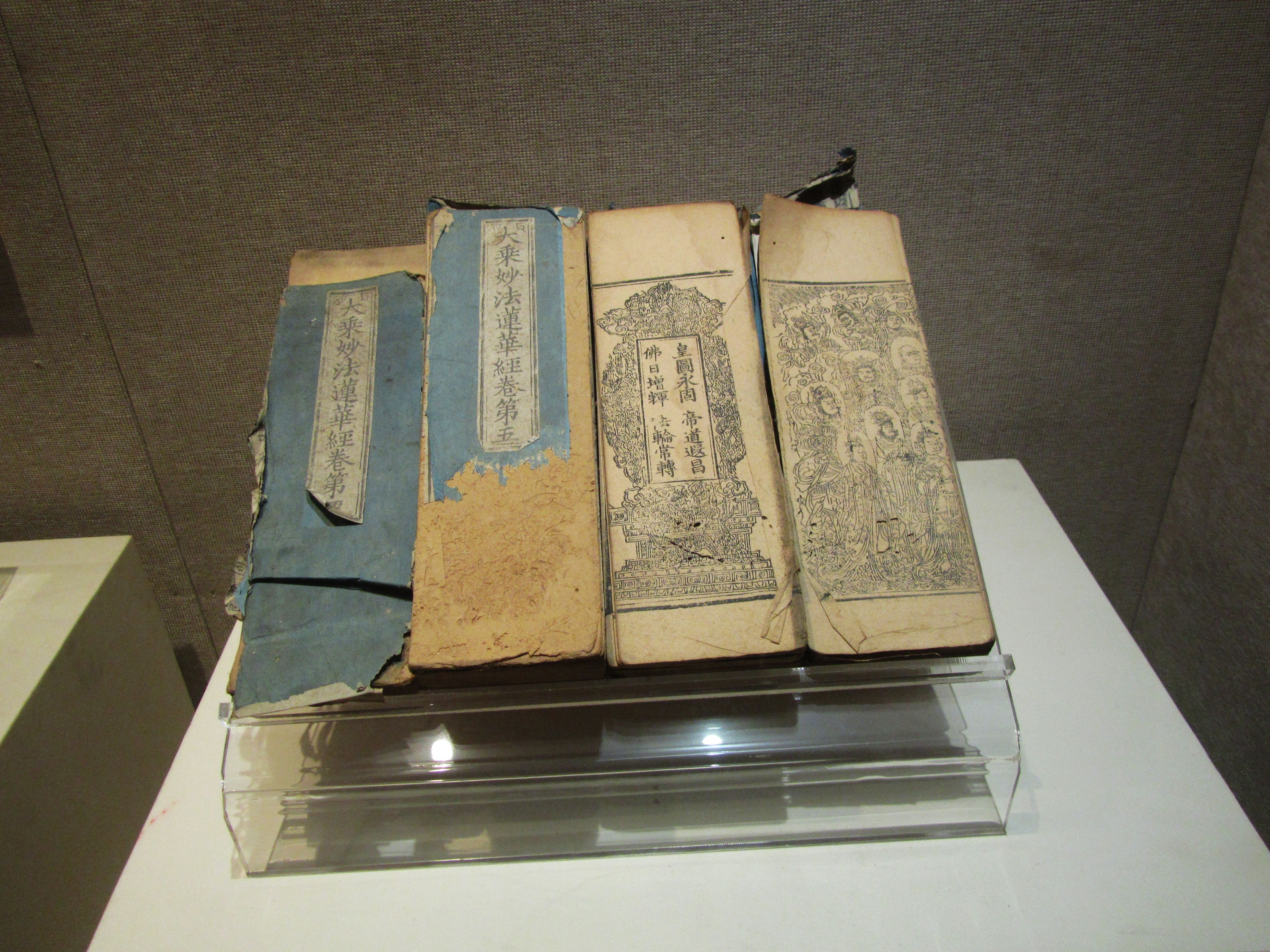
明代妙法莲华经刻本，藏于镇江博物馆。

漢譯本現存三種全本：包括西晉竺法護所譯的十卷的《正法華經》，姚秦鳩摩羅什所譯的七卷《妙法蓮華經》，隋闍那崛和達摩笈多所譯的七卷《添品妙法蓮華經》。《薩曇分陀利經》為〈見寶塔品〉（含提婆達多品）的單行別譯。
其中以鳩摩羅什的譯本最為通行，七卷二十八品，六萬九千餘字，收錄於《大正藏》第9册，經號262。鳩摩羅什譯本原先沒有〈提婆達多品〉以及〈普門品〉的重頌，是另行譯出之後，後人再附入其中。在竺法護、達摩笈多的譯本以及諸梵本中，提婆達多品的內容是附在〈見寶塔品〉之末，《薩曇分陀利經》是這部份的別行本。竺法護的譯本中無梵本〈觀世音菩薩普門品〉的重頌。
根據辛嶋靜志的研究，在法華經的三種梵語寫本系統中，護譯本和什譯本與中亞/新疆系統的梵語寫本最為接近，該寫本系統與吉爾吉特（Gilgit）系統、尼泊爾系統的梵語寫本讀法差異很大。添品譯本是在什譯本的基礎上，對照所得梵本，就所缺之處增添譯文。據辛嶋靜志，其所參照的梵本，接近於吉爾吉特系統。

### 藏語本
藏译本为日帝觉和智军所译，题名《正法白莲华大乘经》，1924年河口慧海对照梵本日译出版，名《藏梵传译法华经》。
中国民族图书馆馆藏梵語《妙法莲华经》贝叶写本，成书于公元1082年（宋朝元丰五年），为尼泊尔那瓦尔廓特·塔库里王朝的最后一个国王商羯罗提婆时期。这是一部距今几近千年的相当古老的写本，全经共有137页，274面，每片贝叶约长54厘米，宽5厘米，每片大小相差无几，全经内容完整。

### 日語本

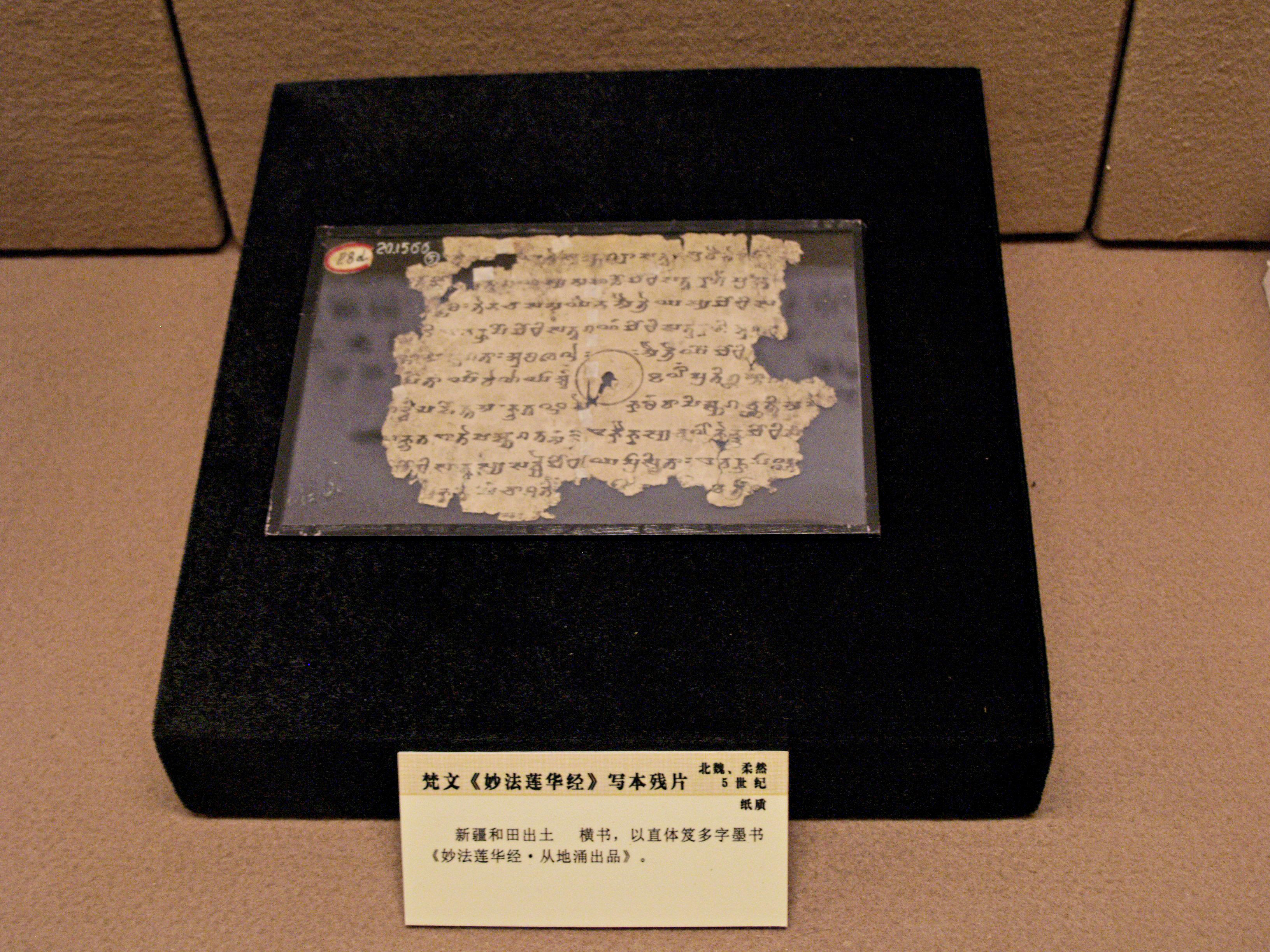
新疆和田出土的北魏時期梵語妙法莲华经

聖德太子於552年將佛教引入日本，其所著之《三經義疏》，即包含《法華經》（其餘2部為《勝鬘經》及《維摩經》），並自行造了「一大乘」之思想。
奈良時代，鸠摩罗什译的《妙法莲华经》、竺法护译的《正法华经》、阇那崛多和达摩笈多合译的《添品妙法莲华经》，陆续传到日本。
日本尊崇《法华经》，有扇面样式的法华经册子被列为日本國寶，供养在四天王寺。
梵語原典今譯本有：
- 南條文雄、泉芳璟，《梵漢對照新譯法華經》，眞宗大谷大學尋源會出版部，1913年。
- 岩本裕，《法華経》，岩波文庫，1976年。
- 三枝充悳，《法華経 現代語訳》，第三文明社，1978年。
- 植木雅俊，《サンスクリット原典現代語訳 法華経》，岩波書店，2015年。

### 英語本
Peter Alan Roberts從藏語本轉譯為英語，題名"The White Lotus of the Good Dharma"，2018年發布線上版。

## 要旨
在大乘佛教兴起的时代，有了以「声闻」、「緣覺」为二乘，以「菩萨」为大乘的说法。《法华经》的「开权显实」、「会三归一」思想，融会三乘为一佛乘。以「声闻」、「緣覺」二乘为方便（权）说，终以成佛为最终目标（如法華七喻「化城喻」所说），开启了「回小向大」的门径，这是一种崭新的学说思想，也是本经的主旨所在，在佛教思想史上占有至关重要的地位。
法華經要旨為：「十方佛土中，唯有一乘法，無二亦無三，除佛方便說。」，出〈方便品〉。

## 內容

### 大要
| 前半14品（）                                  | 後半14品（本門）                                     |
| --------------------------------------------- | ---------------------------------------------------- |
| 第1：序品 Nidāna                              | 第15：從地涌出品 Bodhisattva-pṛthivīvivara-samudgama |
| 第2：方便品 Upāyakauśalya                     | 第16：如來壽量品 Tathāgatāyuṣpramāṇa                 |
| 第3：譬喻品 Aupamya                           | 第17：分別功德品 Puṇyaparyāya                        |
| 第4：信解品 Adhimukti                         | 第18：隨喜功德品 Anumodanāpuṇya-nirdeśa              |
| 第5：藥草喻品 Oṣadhī                          | 第19：法師功德品 Dharmabhāṇakānuśamsṃā               |
| 第6：授記品 Vyākaraṇa                         | 第20：常不輕菩薩品 Sadāparibhūta                     |
| 第7：化城喻品 Pūrvayoga                       | 第21：如來神力品 Tathāgatarddhyabhisaṃskāra          |
| 第8：五百弟子受記品 Pañcabhikṣuśata-vyākaraṇa | 第22：囑累品 Anuparīndana                            |
| 第9：授學無學人記品 Vyākaraṇa                 | 第23：藥王菩薩本事品 Vaisajyarāja-pūrvayoga          |
| 第10：法師品 Dharmabhāṇaka                    | 第24：妙音菩薩品 Gadgadasvara                        |
| 第11：見寶塔品 Stūpasaṃdarśana                | 第25：觀世音菩薩普門品 Samantamukha                  |
| 第12：提婆達多品 Devadatta                    | 第26：陀羅尼品 Dhāraṇī                               |
| 第13：勸持品 Utsāha                           | 第27：妙莊嚴王本事品 Śubhavyūharājapūrvayoga         |
| 第14：安樂行品 Sukhavihāra                    | 第28：普賢菩薩勸發品 Samantabhadrotsāhana            |

法華經二十八品中，天台智者大師將〈序品〉至〈安樂行品〉為止的前十四品稱為「迹門」，從〈地涌出品〉至〈普賢菩薩勸發品〉為止的後十四品稱為「本門」，並把第二〈方便品〉与第十六〈如來壽量品〉，分別視作「迹門」和「本門」的核心。
在方便品，如來说唯诸佛究竟了知诸法實相（天台宗解為「十如是」）。为令声闻、缘觉二乘人断苦缚，得涅槃，如來以方便力，分说三乘之教。令入一乘，才是如來真实教法。經中又宣說如來出世唯一大事因緣，所谓开、示、悟、入佛之知见；一切众生皆当作佛，实无三乘。在如来寿量品：如來说明「我实成佛以来，无量无边百千万亿那由他劫」，而其中间乃至今生，皆是方便示現。又说「佛寿长远」、「佛身常住」。以良医之譬喻说明为救众生而示现方便。佛实际上「常在灵鹫山」、「常住说此法」，为使众生不懈怠，而示现灭度。此品旨在宣揚如來「寿命无量」、「教化无量」、「慈悲无量」及「救济无量」。
又，天台宗特別重視安乐行品。在此品，文殊菩薩请问末世持经方法，如來告以「身、口、意、誓願」這四種安樂行（sukha-vihāra），并以转轮圣王髻中明珠罕見授人来譬喻佛不輕易讲说諸佛如來秘密藏的《法华经》。
第二十五〈觀世音菩薩普門品〉（觀世音經）或許是法華經中最有名的一品；在東亞地區的流行程度，甚至超過其他各品。該品描寫觀世音菩薩以三十二種應化身尋聲救苦的事跡。

### 法華七喻
《法华经》为弘揚佛陀的真實精神，采用了偈颂、譬喻（法華七喻）等，赞叹永恒的佛陀（久远实成之佛），说释迦牟尼成佛以来，寿命无限，现各种化身，以种种方便说微妙法。由于行文流畅，词藻优美，在佛教文学史上，具有不朽的价值。
- 火宅喻：出〈譬喻品〉第三。火，比喻五濁、八苦等；以火宅喻三界。謂三界眾生為五濁八苦逼迫，不得安穩，就像大宅被火所燒不能安居。

- 窮子喻：出〈信解品〉第四。二乘無大乘功德法財（即六度萬行）得以莊嚴；猶如貧窮的兒子，缺乏衣食之資以養活身命。

- 藥草喻：出〈藥草喻品〉第五。藥草喻三乘根性。草有小、中、大三種，依次喻天人、聲聞、菩薩。藥草雖根性有別，若蒙雲雨霑潤，皆能敷榮鬱茂，治療眾病。以喻三乘之人，根器雖有高下，若蒙如來法雨潤澤，皆成大醫法王，普度群生。

- 化城喻：出〈化城喻品〉第七。有人想到藏寶處，但在中途懈怠欲退。於是聰慧之導師，權且變化出一座城郭，使他暫時得到休息，令他得至寶藏所在（喻實相之理，一切眾生成佛之所）。有人指化城指的是阿羅漢的涅槃境界，也有人認為化城指的是淨土。

- 衣珠喻，又作繫珠喻：出〈五百弟子受記品〉第八。謂有人至親友家醉酒而臥，親友以寶珠繫其衣中；而醉客不覺知，自受貧苦。後經親友告知，乃得寶珠，衣食受用無極。以喻二乘往昔曾中下大乘之種，然未能覺了，後由如來方便開示，乃得證大乘之果，利樂無窮。

- 髻珠喻，又作頂珠喻。出〈安樂行品〉第十四。髻珠，比喻法華經。輪王，比喻如來。謂轉輪聖王髻中明珠，平常不與兵將，直至最後見諸兵眾有大功，才將此珠與人。此喻如來成佛以來種種說法，皆為引導其心，破除煩惱。待見賢聖軍滅三毒，出三界，有大功勳，才為其說諸佛如來秘密藏的《法華經》。

- 醫子喻，又作醫師喻。出〈如來壽量品〉第十六。醫，比喻如來；子，比喻世人；毒藥喻五欲、妄見。謂諸子無知，飲他毒藥，心即狂亂，其父設方便，偽詐身亡，令服好藥，以治其病。此喻眾生貪著五欲，入於妄見不得正道，如來以善巧方便示現滅度，令眾生心懷戀慕，渴仰於佛，得種善根，速成佛身。

### 思想

#### 三乘方便、一乘真實
《法華經》以其權巧方便的特色而著稱，意思是佛陀會按照弟子的根機採取相對應的教導手段。《法華經》解釋，佛陀之所以不一開始就教導弟子「成佛之道」，是因為時候未到、弟子之根機仍未成熟。等到機緣成熟，佛陀就為弟子說《法華經》，引其趣入佛道。經中反覆用譬喻（見法華七喻）說明如來所以出現世間，就是為了教導眾生成佛，分作三乘只是權巧方便，一乘才是真實意趣。
天台宗、華嚴宗等都接受《法華經》的思想，以一乘為究竟。玄奘、窺基一系的法相宗則作出不同的解釋，依《解深密經》以三乘為真實，認為法華所說之一乘，但為誘引不定種姓之方便。

#### 一切眾生皆可成佛
《法華經》另一重要思想是一切眾生皆可成佛。《法華經》將成佛視爲唯一和最終的目標，並大膽宣稱：「若有聞是法，皆已成佛道。」許多人物在《法華經》中都得到未來將成佛的授記，這也包括了作為一闡提的提婆達多。在第十品中，則說出家眾、在家眾及天龍八部等眾生於佛前，聞法華經一偈一句，乃至一念隨喜者，皆授記未來成佛。而即使只是禮敬佛陀或造立佛像，《法華經》也宣揚未來皆可成佛。
根據《大智度論》卷79的解釋，供養佛陀或稱名佛號，雖從佛種善根，最終必能入涅槃而不虛，但「要得三乘入涅槃，應當了了行六波羅蜜，乃至一切種智了了行故」，才能「疾得佛道，不久受生死苦」。又《攝大乘論》解釋這類說法，乃「別時意趣」，之所以這樣宣說，是為攝受眾生種下善根，作為將來的因緣。

#### 久遠實成的佛陀
《法華經》所介紹的另一重要概念是「久遠實成」的佛陀。《法華經》宣稱釋迦佛在無量劫以前就已成佛，這稱為「本佛」，菩提樹下開悟的為「迹佛」，是本佛的化身。天台宗稱為迹佛「伽耶始成」，本佛「久遠實成」。據説，「本佛」的壽命無法被估量、超乎想像、永遠長存，永不消逝，長久住於世間，向眾生傳法。《法華經》將悉達多太子的一生及其圓寂入涅，視作「本佛」的化身示現，是教導眾生的一種善巧方便。

## 法華論釋
印度大乘佛教論師世親造《妙法蓮華經憂波提舍》，現存菩提流支譯本和勒那摩提譯本。本書據引之法華經梵本與鳩摩羅什譯本不符，而類似現存之尼泊爾梵本。本論注疏有吉藏《法華論疏》三卷、義寂、義一合著《法華經論述記》二卷。

## 註疏
- 劉宋竺道生《法華經疏》二卷
- 南梁光宅法雲《法華經義記》八卷
- 南陳慧思《法華經安樂行義》
- 隋天台智顗
  - 《法華文句》十卷
  - 《法華玄義》十卷
- 隋嘉祥吉藏
  - 《法華義疏》十二卷
  - 《法華玄論》十卷
  - 《法華統略》六卷
  - 《法華遊意》一卷
- 唐慈恩窺基《妙法蓮華經玄贊》十卷
- 唐荊溪湛然《法華五百問論》三卷
- 宋戒環《妙法蓮華經解》二十卷
- 宋惠洪、張商英《法華經合論》七卷
- 明一如《法華經科註》七卷
- 明蕅益智旭
  - 《妙法蓮華經台宗會義》十六卷
  - 《妙法蓮華經玄義節要》二卷
  - 《妙法蓮華經綸貫》一卷
- 明憨山德清
  - 《妙法蓮華經通義》七卷
  - 《妙法蓮華經擊節》一卷

## 影響
相傳鳩摩羅什法師譯出《法華經》後，非常重視，命弟子道融法師講解，鳩摩羅什自聽。許多寺廟的法華鐘上，鑄刻《法華經》之經文。〈觀世音菩薩普門品〉流傳廣泛，推動對於觀世音菩薩的信仰。

### 引用
1. ↑  . 張松輝注譯. 三民書局. 2000  [2015-06-30]. ISBN 978-957-14-3112-3. （原始内容存档于2016-03-13）.
2. ↑  Paul Williams. . Routledge. 1989年: 142. ISBN 978-0-415-02536-2.
3. ↑  李幸玲. .   [2020-05-09]. （原始内容存档于2020-05-19）. 大正藏第33冊所錄法華義記為完整之八卷本依其品次內容可知，此入藏之法華義記是根據羅什妙法蓮華經原譯本隨文注解的……不同於今本妙法蓮華經之處有二：法雲所據譯本正宗中並無提婆達多品，流通觀世音品並無頌文部份。…… 上述可知，無論依入藏之八卷本，或敦煌寫卷殘本，法華義記與妙法蓮華經品次相同的種種跡象，均將結論指向：法雲法華義記乃據羅什所譯妙法蓮華經原譯本——即不含提婆達多品的二十七品本而來
4. ↑  《出三藏記集》：「妙法蓮華經提婆達多品第十二一卷……。自流沙以西。妙法蓮華經竝有提婆達多品。而中夏所傳闕此一品。先師至高昌郡。於彼獲本。仍寫還京都。今別為一卷」。
5. ↑  方廣錩. . 中華佛學學報 (臺北市: 中華佛學研究所). 1997, (10): p.211-232  [2019-04-19]. ISSN 1017-7132. （原始内容存档于2020-04-18）.
6. ↑  辛嶋靜志.  (PDF).   [2024-05-18]. （原始内容存档 (PDF)于2024-05-18）.
7. 1 2  . read.goodweb.net.cn.   [2024-05-18]. （原始内容存档于2024-05-18）.
8. ↑  .   [2020-12-31]. （原始内容存档于2021-01-23）.
9. ↑  《妙法蓮華經》：「諸比丘！如來亦復如是，今為汝等作大導師，知諸生死煩惱惡道險難長遠，應去應度。若眾生但聞一佛乘者，則不欲見佛，不欲親近，便作是念：『佛道長遠，久受懃苦乃可得成。』佛知是心怯弱下劣，以方便力，而於中道為止息故，說二涅槃。若眾生住於二地，如來爾時即便為說：『汝等所作未辦，汝所住地，近於佛慧，當觀察籌量所得涅槃非真實也。但是如來方便之力，於一佛乘分別說三。』如彼導師，為止息故，化作大城。既知息已，而告之言：『寶處在近，此城非實，我化作耳。』」
10. ↑  《妙法蓮華經》：爾時佛姨母摩訶波闍波提比丘尼，與學、無學比丘尼六千人俱，從座而起，一心合掌，瞻仰尊顏，目不暫捨。於時世尊告憍曇彌：「何故憂色而視如來，汝心將無謂我不說汝名，授阿耨多羅三藐三菩提記耶？憍曇彌！我先總說一切聲聞皆已授記，今汝欲知記者，將來之世，當於六萬八千億諸佛法中為大法師，及六千學、無學比丘尼俱為法師。汝如是漸漸具菩薩道，當得作佛，號一切眾生喜見如來、應供、正遍知、明行足、善逝、世間解、無上士、調御丈夫、天人師、佛、世尊。憍曇彌！是一切眾生喜見佛及六千菩薩，轉次授記得阿耨多羅三藐三菩提。」
11. ↑  雲棲袾宏《竹窗三筆》：「惟一乘法。無二無三者。法華經之口訣也。」
12. ↑  Teiser & Stone 2009
13. ↑  Reeves 2008，第5頁.
14. ↑  Stone 2003，第473頁.
15. ↑  Kotatsu & Hurvitz 1975，第88頁.
16. ↑  Teiser & Stone 2009，第20–21頁.
17. ↑  Reeves 2008，第15頁.
18. ↑  Groner & Stone 2014，第3, 17頁.
19. ↑  印順《法華經筆記》（出自《法華經講義》）：「「皆已成佛道」，是說這麼做了以後，將來決定成佛，即「因中說果」。如說念佛一句皆得不退轉於阿耨多羅三藐三菩提，這叫「別時意趣」……若依佛法修學，與佛法僧結了緣，於大乘法中生了根，怎麼樣也要成佛。」
20. 1 2  Hurvitz 1976，第239頁.
21. ↑  Teiser & Stone 2009，第23頁.
22. ↑  Xing 2005，第2頁.
23. ↑  Roberts 2021，"Introduction".
24. ↑  .   [2020-05-08]. （原始内容存档于2020-05-19）.
25. ↑  《中國佛教經典寶藏精選白話版•法華經》(題解第8頁)，董群釋譯。

## 外部連結
- An 1884 English translation（页面存档备份，存于） by H. Kern from the Sacred Texts Web site
- Article that comments on the Lotus Sūtra, including origin and relationship with other Sutras（页面存档备份，存于）
- An English translation by the Buddhist Text Translation Society（页面存档备份，存于）
- The Threefold Lotus Sutra translated by Bunno Kato retrieved 08/07/2013
- The Lotus Sūtra translated by Tsugunari Kubo and Akira Yuyama (2009) retrieved 08/07/2013
- 法華經數位資料庫（页面存档备份，存于）
- 西田龙雄：〈关于西夏语翻译的《法华经》（页面存档备份，存于）〉.
- 楊惠南：〈智顗對秦譯《法華經》的判釋（页面存档备份，存于）〉.
- 漢譯佛經梵漢對比分析語料庫 （页面存档备份，存于）